# Žlahtina
Žlahtina (Žlahtina bijela, žlajtina) je autohtona hrvatska bijela sorta grožđa. Ime je dobila od slavenskog pridjeva koji znači "plemenit".
Uglavnom se uzgaja u vrbničkom polju na otoku Krku. 
Vino žlahtine je bistro i zelenkasto žute boje. Okus je lagan i osvježavajući uz voćnu aromu.
Pije se rashlađeno na 8 do 12°C.

## Vanjske poveznice
- Mali podrum  Arhivirana inačica izvorne stranice od 29. srpnja 2007. (Wayback Machine) - Žlahtina; hrvatska vina i proizvođači
- The Croatian Vitis and Olea Database  Arhivirana inačica izvorne stranice od 28. rujna 2007. (Wayback Machine) - Žlahtina